# Ali ibn Abbas al-Majusi
Pour les articles homonymes, voir Abbas.
Ali ibn Abbas al-Majusi (né en 930 et mort en 994), également connu sous le nom de Masoudi (Haly Abbas sous forme latinisée), est un médecin et psychologue persan, célèbre surtout pour le Kitab al-Maliki ou Livre royal (de l'art médical), son manuel de médecine et de psychologie.

## Biographie
Il est né en 930 à Ahvaz au sud-ouest de la Perse et a étudié auprès de Cheikh Maher Abu Musa ibn Sayyār. À son époque, il était considéré comme l'un des trois plus grands médecins de l'Est du califat et, à ce titre, est devenu médecin de l’émir Adhad al-dowleh Fana Khusraw de la dynastie Bouyides qui régna de 949 à 983 de l’ère chrétienne. L'émir a été un grand mécène de la médecine et a fondé un hôpital à Chiraz en Perse et en 981 l’Hôpital Al-Adudi de Bagdad où al-Magusi a travaillé. Ses ancêtres étaient zoroastriens, mais lui-même était musulman. Sa vénération pour Allah transparaît de manière évidente dans le style de tous ses travaux.

## Le Traité de l’art de la médecine
Al-Majusi est surtout connu pour son Kitab Kamil as-Sina'a at-Tibbiyya (Traité de l’art médical), appelé plus tard Le Traité de médecine, qu’il a terminé vers 980. Il a dédié à l’émir son livre qui a alors été connu sous le nom de Kitab al-Maliki (« Livre royal » ou, en latin, Liber regalis ou Regalis Dispositio). Cet ouvrage est une encyclopédie plus systématique et plus concise que le Kitab al-Hawi de Rhazès, et plus pratique que le Canon de la médecine d’Avicenne par lequel il a été remplacé.
Le Maliki est divisé en vingt conférences ; les dix premières traitent de la théorie et les dix suivantes de la pratique de la médecine. Parmi les questions abordées, on peut citer la diététique et la matière médicale, une description rudimentaire des capillaires sanguins, d'intéressantes observations cliniques, ou encore le rôle des contractions de l’utérus au cours de l’accouchement (al-Majusi affirme que l'enfant ne sort pas de lui-même du ventre de sa mère, contrairement à ce qu'on croyait alors, mais qu’il en est expulsé par les contractions).
En Europe, Constantin l'Africain a donné du Hawi vers 1087, sous le titre de Liber pantegni, une traduction latine partielle qui est devenue le texte fondateur de l'école de médecine de Salerne. Étienne d'Antioche (en) en a proposé en 1127 une traduction plus complète et meilleure, qui a été imprimée à Venise en 1492 et à Lyon en 1523.

### Déontologie médicale et méthodologie de la recherche
Ses travaux ont mis l’accent sur la nécessité d'une relation saine entre les médecins et les patients, et l'importance de la déontologie médicale. Il a également fixé les orientations d’une méthodologie scientifique proche de celle de la recherche médicale moderne.

### Neurologie et psychologie
Les neurosciences[réf. nécessaire] et la psychologie ont été abordées dans L’Art de la médecine. Il a entrevu la neuroanatomie, la neurobiologie et la neurophysiologie du cerveau et a été le premier à décrire certaines maladies mentales, incluant les troubles du sommeil et de la mémoire, l’hypocondrie, le coma, la méningite aiguë et subaiguë, les vertiges, l’épilepsie, la maladie d’amour et l’hémiplégie. Il a mis davantage l'accent sur la préservation de la santé par la diète et la guérison naturelle plutôt que sur les médicaments ou les drogues qu'il n’utilisait qu’en dernier recours.

### Psychophysiologie et médecine psychosomatique
Ali ibn Abbas al-Majusi a été un pionnier dans le domaine de la psychophysiologie et de la médecine psychosomatique. Il a décrit dans son Livre de l'art médical comment l’état physiologique et l'état psychologique d'un patient peuvent avoir une influence réciproque l'un sur l'autre. Il a trouvé une corrélation entre les patients qui sont physiquement et mentalement en bonne santé et ceux qui sont atteints physiquement et mentalement et a conclu que « la joie et le contentement peuvent apporter une vie meilleure à beaucoup de ceux qui, autrement, seraient malades et misérables en raison d’une tristesse inutile, de la peur, de l’inquiétude et de l'anxiété ».

## Sources
- Lutz Richter-Bernburg, « Ali b. ‘Abbas Majusi », dans Encyclopædia Iranica, ed. Ehsan Yarshater, 6+ vols. (London: Routledge & Kegan Paul and Costa Mesa: Mazda, 1983 to present), vol. 1, p. 837-8
- Manfred Ullmann, « Die Medizin im Islam », Handbuch der Orientalistik, Abteilung I, Erg?nzungsband vi, Abschnitt 1 (Leiden: E.J. Brill, 1970), p. 140-146
- Fuat Sezgin, Medizin-Pharmazie-Zoologie-Tierheilkunde bis ca 430 H., Geschichte des arabischen Schrifttums, Band 3 (Leiden: E.J. Brill, 1970), p. 320-322
- Manfred Ullmann, Islamic Medicine (Edinburgh: Edinburgh University Press, 1978, reprinted 1997), p. 5–85
- Wustenfeld, Geschichte der arabischen Ärzte (59, 1840).
- Edward G. Browne, Islamic Medicine, 2002, p. 53-54,  (ISBN 81-87570-19-9)
- Charles S. F. Burnett et Danielle Jacquart (eds.), Constantine the African and ‘Alī Ibn Al-‘Abbās Al-Magūsī: The Pantegni and Related Texts. Leiden: Brill, 1995.  (ISBN 90-04-10014-8)
- Shoja MM et Tubbs RS, « The history of anatomy in Persia », dans J Anat 2007; 210:359–378.